# Військова рада національного порятунку

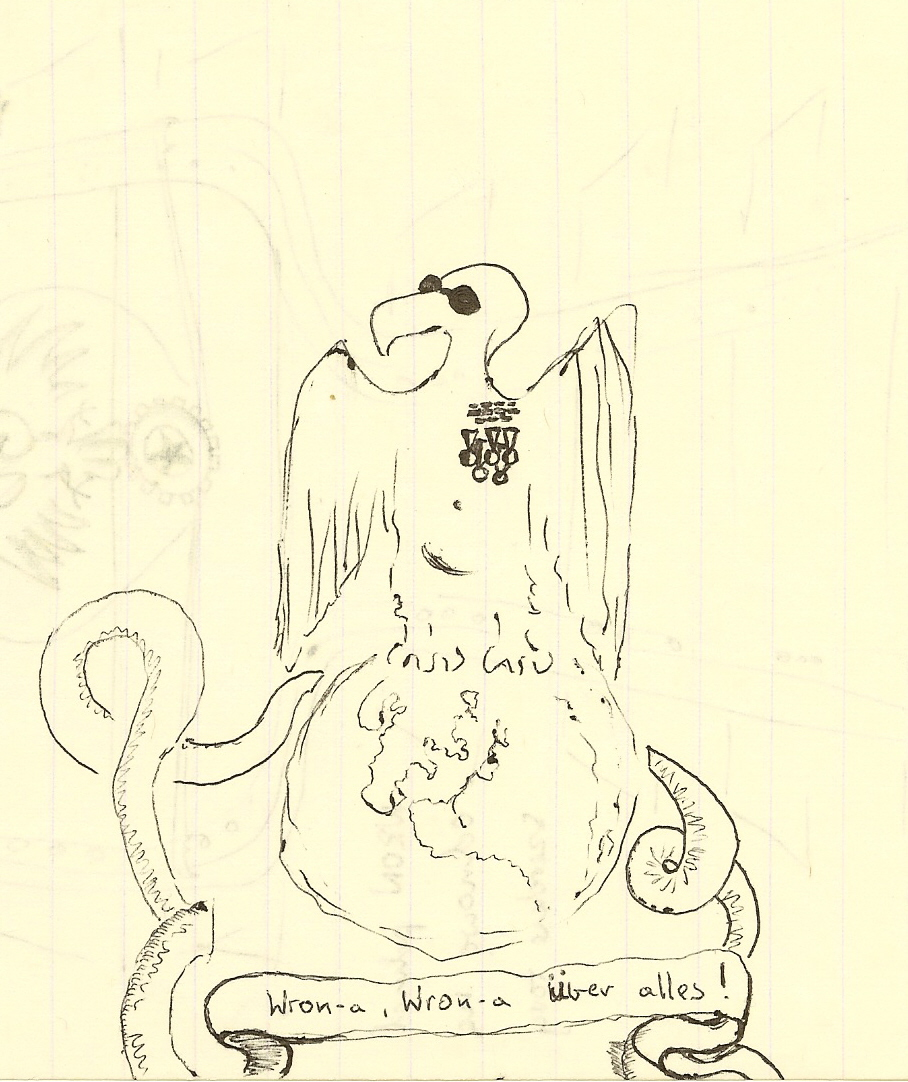
"WRONa, WRONa über alles" — політична карикатура з 1980-х. Ворона має на собі сонцезахисні окуляри, які часто носив Генерал Ярузельський

Військова рада національного порятунку (пол. Wojskowa Rada Ocalenia Narodowego, скорочено WRON) — військова хунта, що керувала Польською Народною Республікою у роки воєнного стану з 1981 по 1983 рік. Її очолював генерал та перший секретар Польської об'єднаної робітничої партії, Войцех Ярузельський. Це був єдиний випадок, коли країною Східного блоку керувала військова хунта — в решті країн на чолі були тільки політичні лідери, а не військовики. Залежно від того, як розглядати правління Сталіна в СРСР, режим Ярузельського (1981—1990) був або єдиним, або одним з двох випадків у історії, коли головою комуністичної держави був кадровий командир армії.
Цей орган влади створено 13 грудня 1981 та розпущено 22 липня 1983. Вона складалася з 21 члена: п'ятнадцять генералів, один адмірал та п'ять полковників. Серед визначних членів були генерали Войцех Ярузельський, Флоріан Сивицький, Міхал Янишевський та Чеслав Кіщак. Один з членів, підполковник Мирослав Гермашевський, був включений до складу ради без відома.
На початку 1982 року сформували Громадянські комітети національного порятунку[уточнити] переважно з членів ПОРП. У липні 1982 року вони увійшли до новосформованого патріотичного руху національного порятунку.
Абревіатура ради польською мовою ("WRON"; у польській мові, wrona означає ворона) одразу стала об'єктом насмішок серед тих, проти кого спрямовані репресії режиму, та формою ненасильницького опору. Наприклад, з'явилась приказка "orła wrona nie pokona" ('Орла вороні не здолати'; білий орел — національний символ Польщі).
У 2006, Головна комісія для розслідування злочинів проти польського народу звинуватила членів Військової ради національного порятунку в здійсненні комуністичних злочинів. 12 січня 2012, Варшавський окружний суд підтримав обвинувальний висновок про те, що WRON було незаконним злочинним збройним підприємством, яке створено та діяло всупереч конституції Польщі. Згідно з судом, група змовників складалась з Войцеха Ярузельського, Чеслава Кішака, Флоріана Сивицького й Тадеуша Тучапського. Притягнутим до кримінальної відповідальності та засудженим був лише Кіщак (4 роки позбавлення волі, скорочені за амністією до 2, 5 років умовно), проти решти провадження призупинено або закрито через стан здоров’я або смерть підсудних.